# Svatý Havel

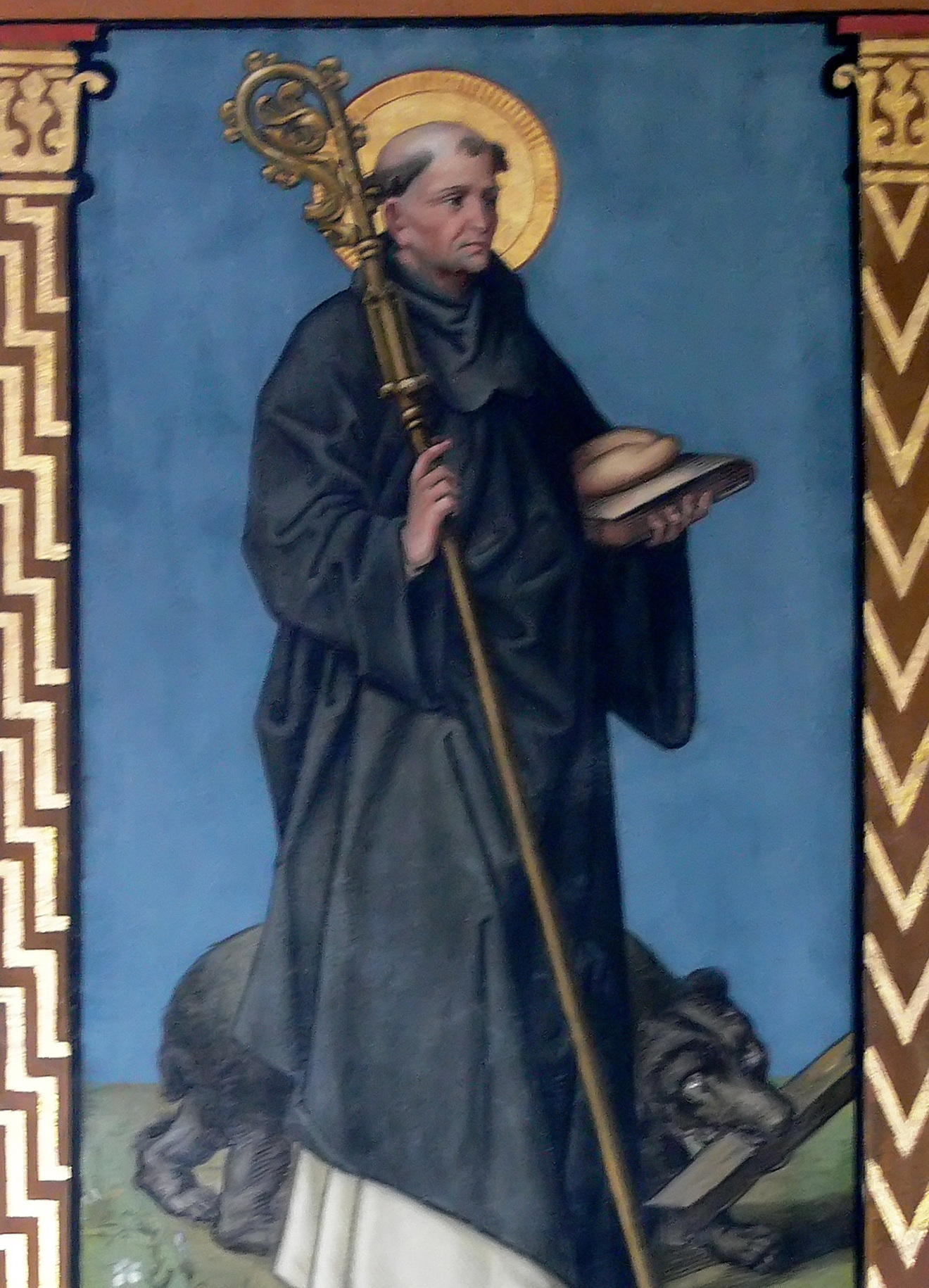
Svatý Havel

Svatý Havel (lat. Gallus; 550 Irsko–16. října 640, podle jiných pramenů 620 nebo 646-650, Arbon ve Švýcarsku) byl irský mnich, misionář, který působil v oblasti Bodamského jezera.

## Život
Podle tradice byl Havel mnich, jeden z dvanácti žáků a společníků  svatého Kolumbána mladšího na jeho misii směřující  na evropský kontinent. Roku 610 doprovázel sv. Kolumbána na jeho cestě proti proudu Rýna do Bregenzu. Na další cestě do Itálie však Havel kvůli nemoci musel zůstat v Arbonu. Zde žil jako poustevník v blízkosti řeky Steinach. Zemřel zde zřejmě mezi roky 640 a 650, jeho svátek připadá na 16. října. Podle novějších výzkumů pocházel z okolí Vogéz v dnešní severní Francii a ke Kolumbánově misii se přidal až tam. 

## St. Gallen
Po Havlově smrti byl v tomto místě roku 719 zbudován kostel, který obklopil velkolepý stavební komplex opatství sv. Havla, nejstarší a největší klášter benediktinů severně od Alp a největší komplex kamenných budov benediktinů v Evropě. Prvním opatem byl zvolen svatý Otmar. Dochovaný půdorysný plán se stal vzorem pro mnohé další stavby. Klášter, jeho hospodářské a zemědělské zázemí se staly jádrem osídlení kantonu St. Gallen ve východním Švýcarsku. Klášter byl nezávislý na kostnickém biskupovi. Opatství se za Ludvíka Pobožného stalo císařskou institucí a působilo velmi vlivně na okolní prostředí až do sekularizace kláštera roku 1798.

## Legendy
Od konce 7. století se šířila legenda o životě a zázracích sv. Havla, tzv. Vita sancti Galli vetustissima, z níž se dochovaly jen fragmenty. Podle ní Havel údajně zbavil kněžnu Fridiburgu posedlosti démonem. Fridiburga či Fridigunda byla přitom zasnoubená se Sigebertem II., franským králem, který poustevníkovi z vděčnosti věnoval pozemky v okolí Arbonu, kde byl později zřízen jmenovaný klášter. Dále se traduje, že si Havel postavil dřevěnou poustevnu vlastníma rukama, a že mu při stavbě pomáhal medvěd. Proto je světec někdy vyobrazován s medvědem, také na znacích. 
Z první poloviny 9. století pocházejí dva celé životopisy, první od Wettina, mnicha benediktinského v kláštera Reichenau, a kolem roku 833 vznikla rozšířená legenda, jejímž autorem je švábský benediktin Walafrid Strabo.

## Patrocinium
Svatý Havel je patronem města St. Gallen, dnes metropole stejnojmenného švýcarského kantonu, patronem Švýcarska a Alsaska.
Svatý Havel ve středověku patřil k oblíbeným světcům období německé kolonizace pustin. V České republice mu je zasvěceno několik desítek kostelů, k nejstarším patří románské stavby v Poříčí nad Sázavou a v Myšenci, k nejvýznamnějším patří kostel sv. Havla na Starém Městě pražském. Další významné kostely najdeme v Dolním Újezdě, Kuřivodech, Podhoří, Tuhani, ale především také v malé obci Skvrňov na Kolínsku, kde stojí kostel sv. Havlu zasvěcený již od první čtvrtiny 13. století.